# Schweizer Alpen Jungfrau-Aletsch

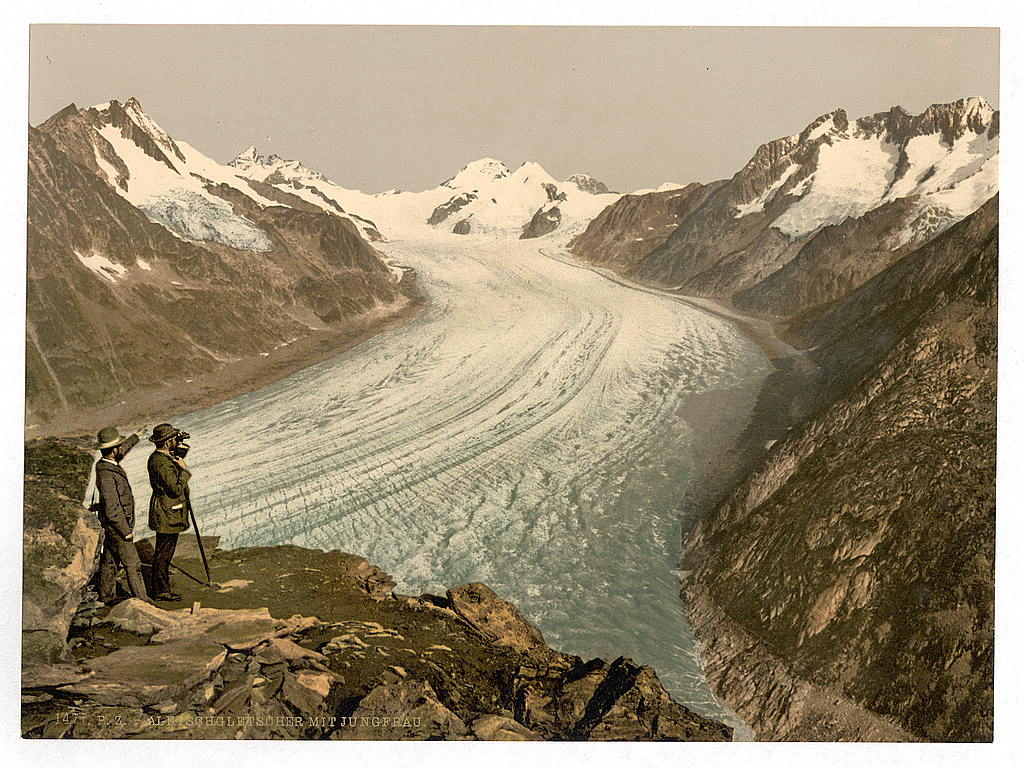
Aletschgletscher, um 1890–1900

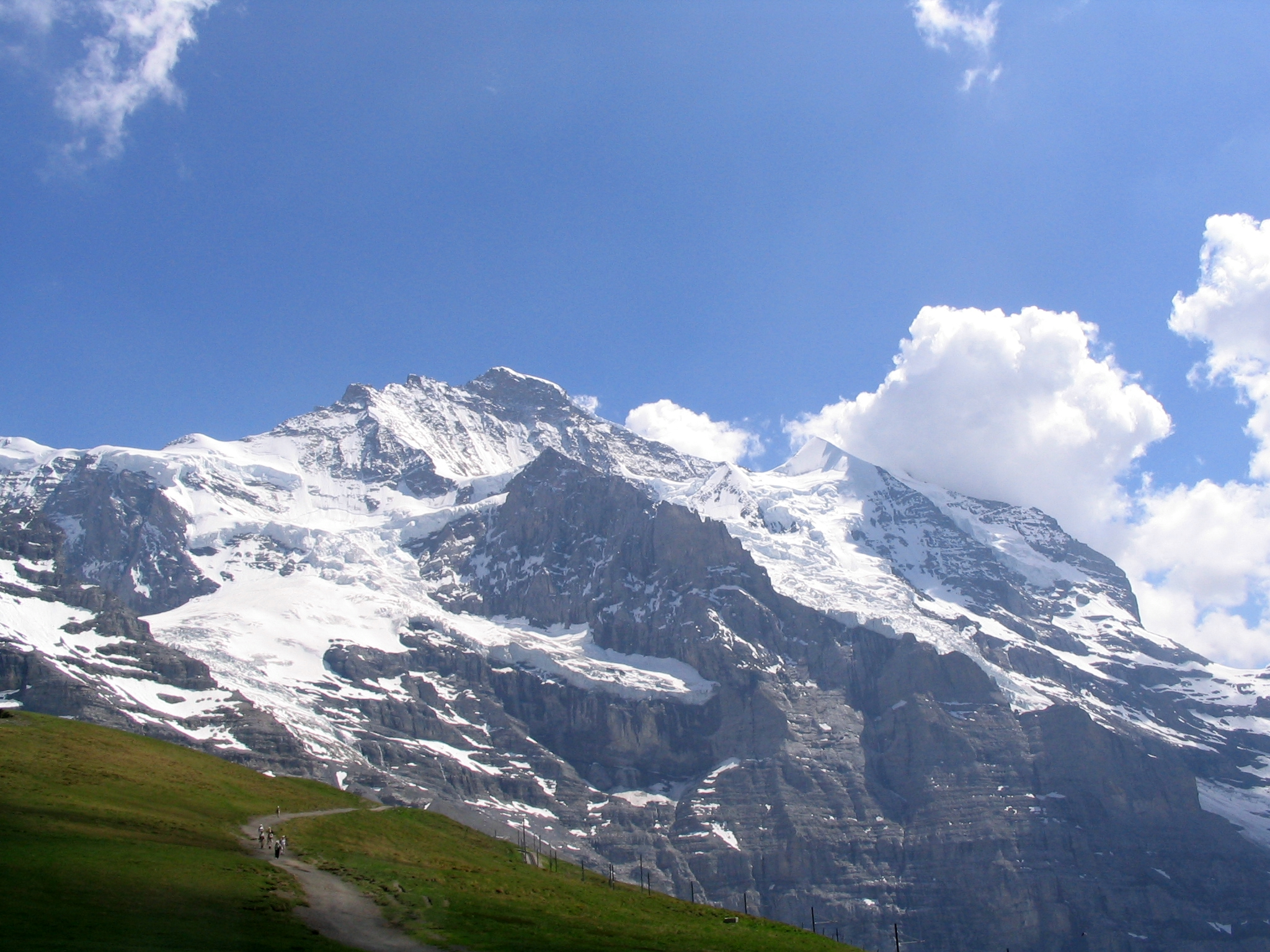
Jungfrau

Schweizer Alpen Jungfrau-Aletsch ist ein 824 km² grosses UNESCO-Weltnaturerbe in den Berner Alpen in der Schweiz. Das Gebiet liegt in den Kantonen Bern und Wallis.

## Gebiet

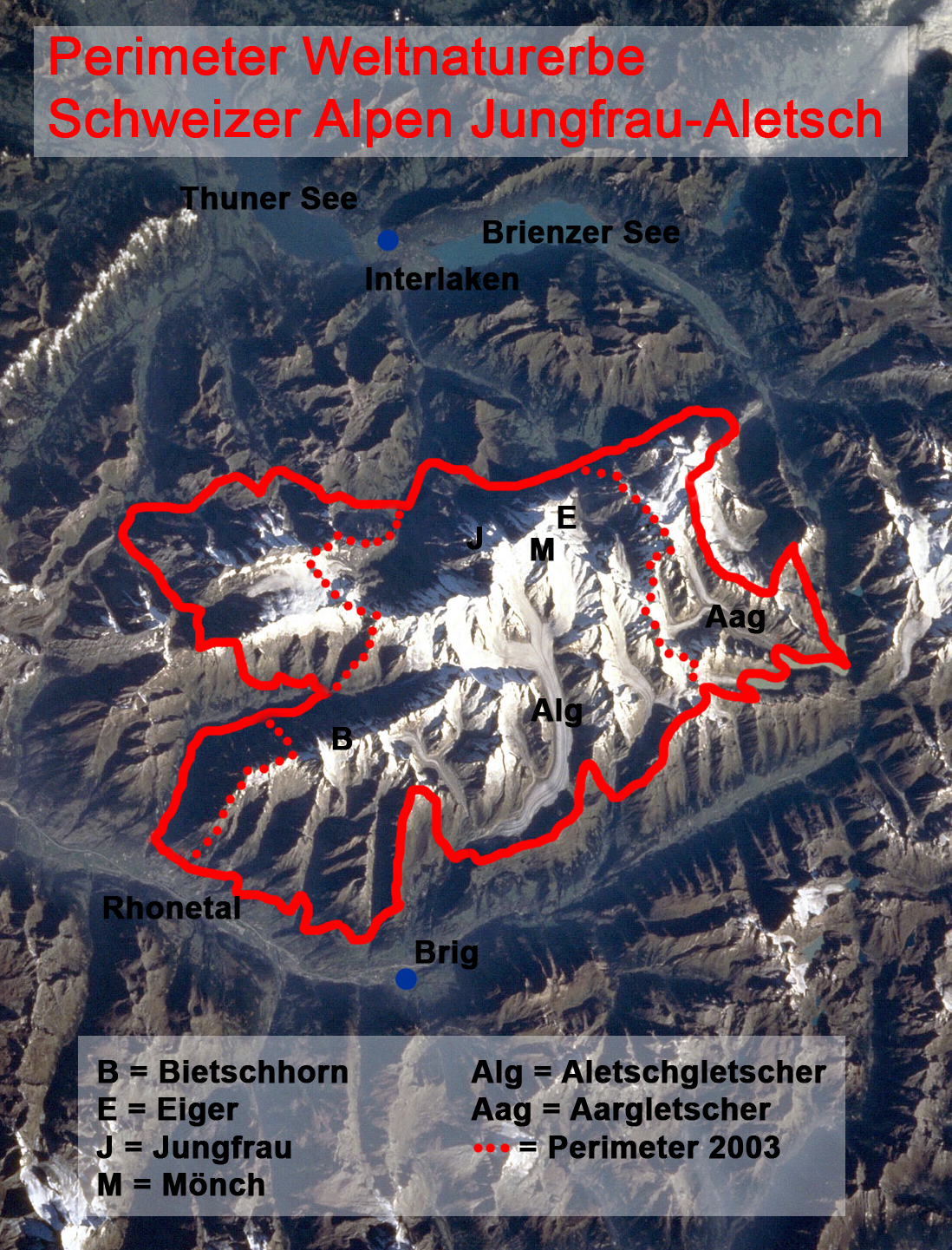
Plan Weltnaturerbe Schweizer Alpen Jungfrau-Aletsch

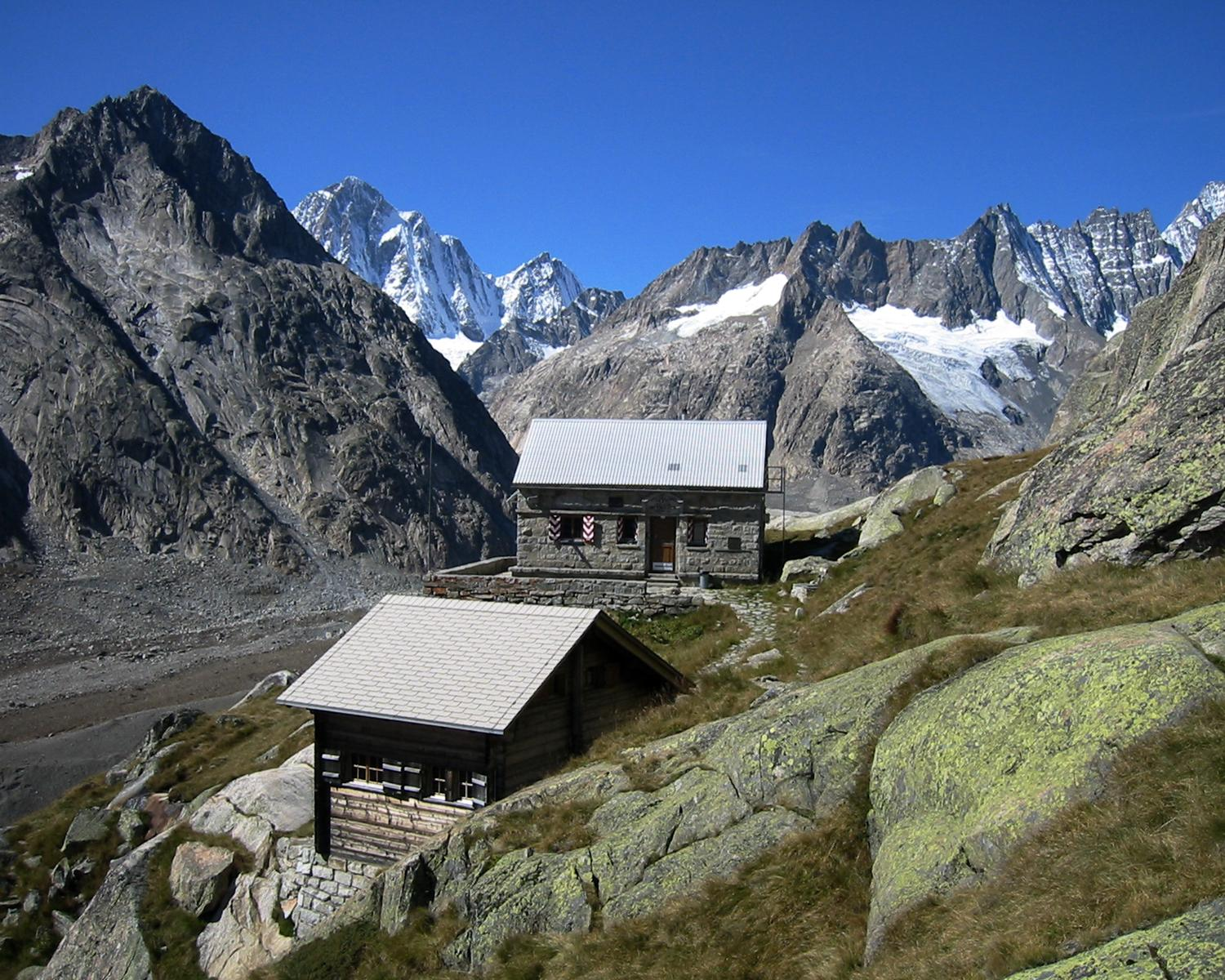
Unteraargletscher und Finsteraarhorn

Das Welterbegebiet Schweizer Alpen Jungfrau-Aletsch beginnt im Norden am Fusse der bekannten Berner Oberländer Berge Eiger, Mönch und Jungfrau. Im Zentrum liegt das Aletschgebiet mit dem Aletschgletscher. Nach Osten dehnt sich der Perimeter bis zu dem Lauteraarhorn, dem Finsteraarhorn (mit 4273 m ü. M. der höchste Punkt), dem Oberaarhorn und dem Grimselpass aus. Im Westen gehören Teile des Kandertals und des Lötschentals, die Blüemlisalp-Gruppe, das Bietschhorn und mehrere Täler an seiner Südseite dazu. Dieser Teil der Berner Alpen ist Lebensraum vieler seltener Tier- und Pflanzenarten (Alpensteinbock, Westliche Smaragdeidechse), könnte aber auch als Ort für Wiederansiedlungs-Projekte in freier Natur nicht mehr anzutreffender Tiere wie dem Bartgeier dienen.
| Im Kanton Bern: - Grindelwald - Lauterbrunnen - Meiringen (seit 2007) - Schattenhalb (seit 2007) - Innertkirchen (seit 2007) - Guttannen (seit 2007) - Kandersteg (seit 2007) - Reichenbach (seit 2007) | Im Kanton Wallis: - Bellwald - Fieschertal - Bettmeralp - Riederalp - Naters - Blatten (Lötschen) - Raron - Baltschieder - Eggerberg - Ausserberg - Niedergesteln - Steg-Hohtenn (seit 2007) - Ferden (seit 2007) - Kippel (seit 2007) - Wiler (seit 2007) |

## Geschichte
Schweizer Alpen Jungfrau-Aletsch ist eine Neuschöpfung der IG Weltnaturerbe, die darin verschiedene einmalige Kultur- und Naturerbestätten zusammenschloss. Grundlage ist die «Charta vom Konkordiaplatz», in der sich 15 Gemeinden zu einer nachhaltigen Entwicklung innerhalb der Region verpflichteten und die Auszeichnung der UNESCO anstrebten. Am 28. Juni 2000 stellte der Schweizerische Bundesrat ein Gesuch um Aufnahme in die Liste des UNESCO-Welterbes. Diesem wurde am 13. Dezember 2001 stattgegeben und Jungfrau-Aletsch-Bietschhorn wurde das erste Naturerbe des Alpenraums. Als eigentliche Triebfeder dieses Anliegens gilt Andrea Cova, Hotelier aus Wengen, der jahrelang für diese Idee gekämpft hatte. Die Umsetzung erlebte er nicht mehr; er starb am 29. Februar 2000.
2007 wurde von der UNESCO das Gebiet nach Westen (Blüemlisalp) und nach Osten (Aargletscher, Grimsel) um 285 Quadratkilometer erweitert. Bis dahin hiess das Welterbe Jungfrau-Aletsch-Bietschhorn. Dabei waren elf weitere Gemeinden beteiligt – die Zahl aller Gemeinden mit Anteil am Perimeter hat sich seither durch Gemeindefusionen wieder verringert.

## Sehenswürdigkeiten

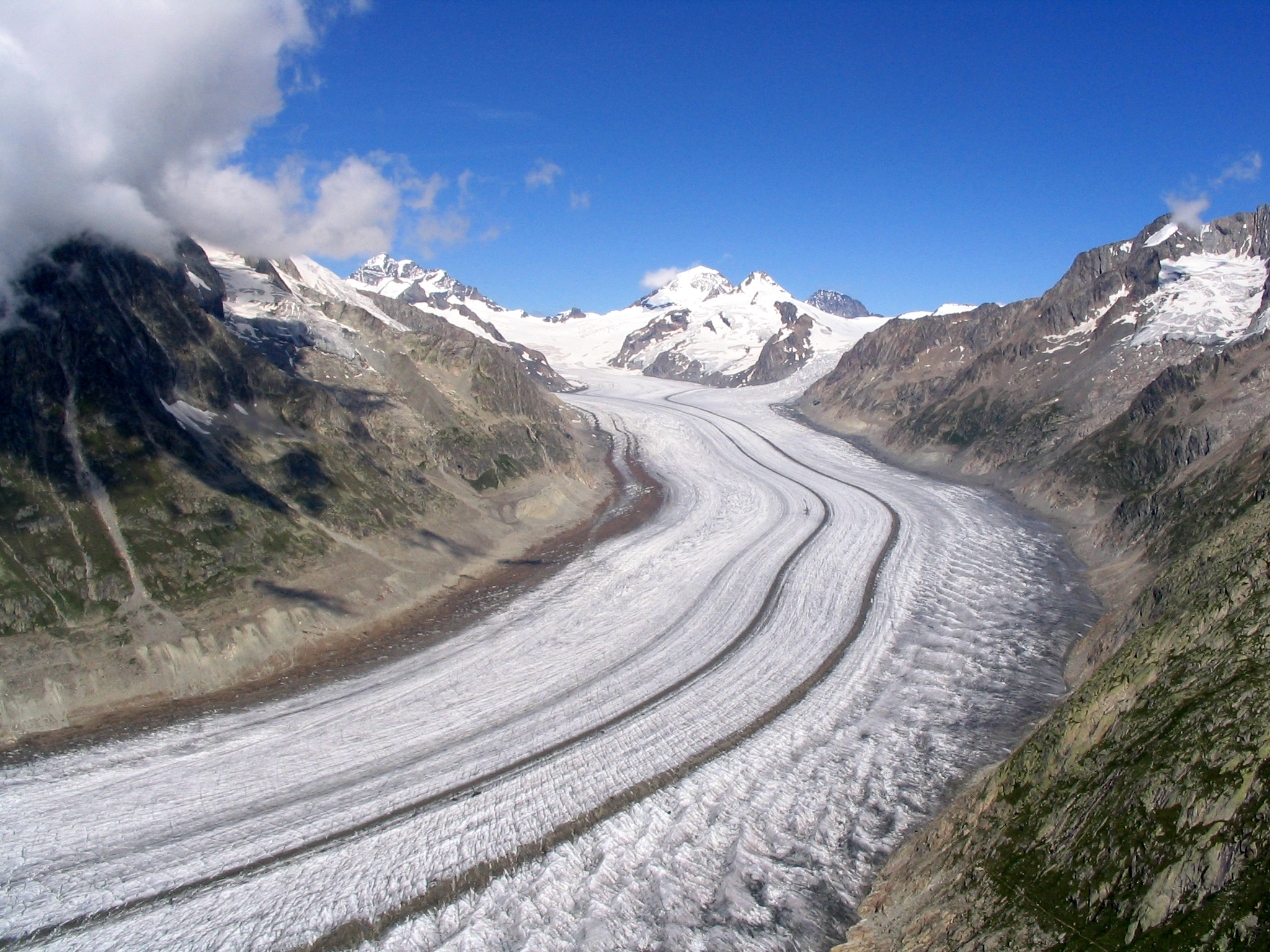
Aletschgletscher

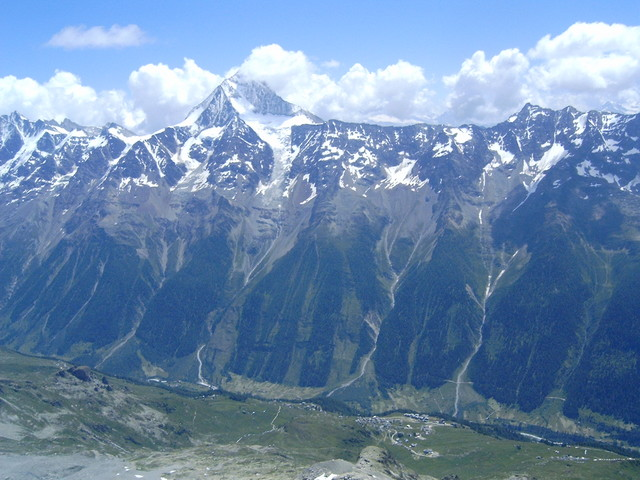
Bietschhorn und Lötschental

### Jungfrau-Gebiet
- Eindrucksvolle Berglandschaft von Eiger, Mönch und Jungfrau
- Jungfraujoch mit der höchstgelegenen Bahnstation Europas auf 3454 m ü. M.
- Trümmelbachfälle

### Grimsel-Gebiet
- Gletscherschlucht Rosenlaui
- Aargletscher

### Aletsch-Gebiet
- Grosser Aletschgletscher (mit 23 km längster Gletscher der Alpen)
- Unberührte Hochgebirgslandschaft mit zahlreichen Gletschern
- Aletschwald im Gletschervorfeld mit dem ältesten Baum der Schweiz

### Bietschhorn-Gebiet
- Walliser Felsensteppe
- Suonen (Wasserleitungen aus Holz)
- Safran-Äcker in Mund

### Blüemlisalp-Gebiet
- Petersgrat